# Miracle Mineral Supplement

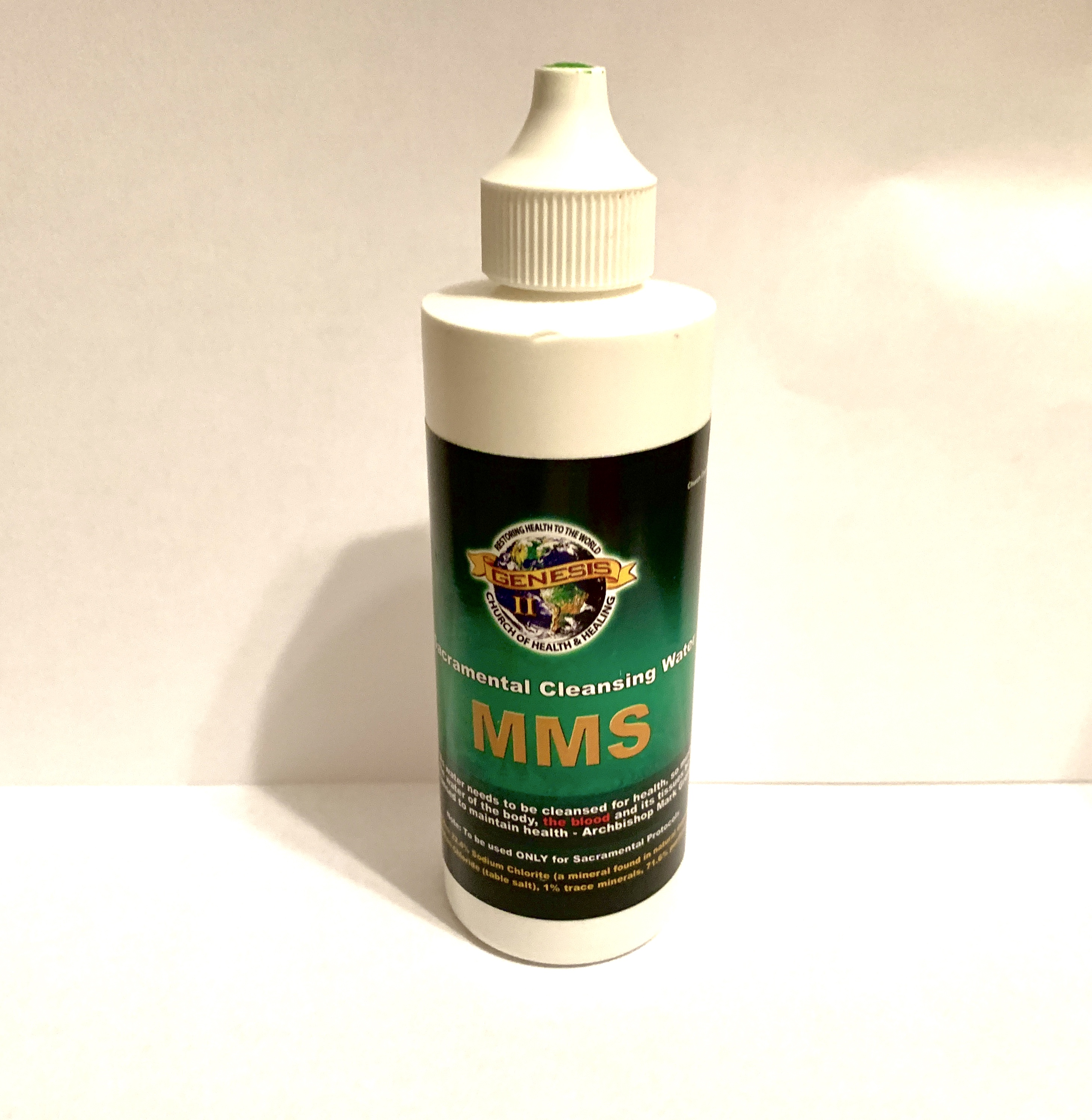
MMS в лекарственной форме

Miracle Mineral Supplement (с англ. — «Чудесная минеральная добавка», также Miracle Mineral Solution, Master Mineral Solution, MMS или CD protocol) — промышленный отбеливатель (диоксид хлора), который, согласно псевдомедицинской теории, возникшей в США во второй половине 2000-х годов, является лекарством от множества болезней. Его употребление внутрь опасно для здоровья человека и может приводить к множеству побочных эффектов, включая отслаивание внутренних стенок кишечника.
В 2006 году бывший саентолог Джим Хамбл опубликовал на собственные средства книгу «Чудесная минеральная добавка 21-го века» (The Miracle Mineral Solution of the 21st Century), в которой утверждал, что данное вещество излечивает ВИЧ, малярию, вирусный гепатит, грипп H1N1, простуду, аутизм, акне, рак и другие заболевания. Никакие клинические исследования этого не подтверждают.
Обычно MMS изготавливается путём смешивания раствора хлорита натрия с кислотой (такой как соки цитрусовых). Получаемое вещество является токсичным химикатом, который при приёме во внутрь в больших дозах вызывает тошноту, рвоту, диарею и опасное для жизни снижение давления из-за обезвоживания организма.
Хлорит натрия, используемый при создании MMS, является токсичным химикатом, который может вызывать острую почечную недостаточность при поглощении внутрь. Доза порядка 1 грамма может вызывать тошноту, рвоту, отслойку внутренних слоёв кишечника (см. «верёвочные черви»), а также опасный для жизни гемолиз у людей с недостаточным уровнем глюкозо-6-фосфатдегидрогеназы.
Агентство по охране окружающей среды США установило максимальный допустимый уровень диоксида хлора в питьевой воде на уровне 0.8 мг/л. По заявлению Нарен Гунджа, директора информационного центра по ядам в Новом Южном Уэльсе, употребление MMS «подобно употреблению концентрированного отбеливателя», а его жертвы страдают от рвоты, боли в животе и диареи.
Продавцы иногда описывают MMS как очиститель воды, чтобы обойти ограничения на сертификацию лекарственных средств. Международная федерация обществ Красного Креста и Красного Полумесяца «в самых решительных выражениях» отвергает утверждения о том, что они якобы поддерживают лечение малярии при помощи MMS. В 2016 году сам Хамбл заявил, что MMS «ничего не излечивает». В августе 2019 года Food and Drug Administration повторила предупреждение 2010 года о том, что использование MMS — «то же самое, что употребление внутрь отбеливателя».